# Matt Moussilou
Matt Devlin Moussilou (* 1. Juni 1982 in Paris) ist ein kongolesischer ehemaliger Fußballspieler. 

## Biografie

### Anfänge
Im Alter von 12 Jahren ging er zum Fußballklub in Le Bourget. Mit 15 Jahren entwickelte er sich zu einem Stürmer und erregte die Aufmerksamkeit von OSC Lille und Paris Saint-Germain. 2001 unterzeichnete er seinen ersten Profivertrag.

### Karriere
Nachdem ihn OSC Lille unter Vertrag genommen hatte, konnte er im nächsten Jahr mit der Mannschaft im UEFA Intertoto Cup spielen. In dieser Saison 2003/4 kam er auf 16 Einsätze und ein Tor. Doch in der nächsten Saison schoss er in der Ligue 1  sieben Tore, und im UEFA Intertoto Cup schoss er ein Tor und bereitete ein weiteres vor. 
2005/6 hatte er seinen Durchbruch, er schoss im Intertoto Cup in vier Spielen fünf Tore und am Schluss von der Saison zählte er 13 Tore und drei Vorlagen. Vier Tore schoss er unter anderem im UEFA-Pokal, ein weiteres anderes im Liga Cup gegen Olympique Lyon. Er zählte 23 Tore und wurde im April 2005 vor Alexander Frei (20 Tore) und Pauleta (19 Tore) zum besten Torschützen ausgezeichnet. Im nächsten Jahr konnte er nicht mehr an den Erfolg anknüpfen. Er erzielte ein Tor gegen Saint-Etienne, das sein letztes war für OSC Lille war.
Für 3,8 Millionen wechselte Moussilou zu OGC Nizza. Dort traf er in 22 offiziellen Spielen nicht ins Tor.
Er wurde als Kaufoption 2007 an Olympique Marseille verliehen. Doch er wurde nach sechs Spielen nicht eingesetzt, weil er kein Tor schoss. Danach wurde er direkt zu Al-Arabi SC ausgeliehen, wo er als bester Spieler von Katar galt.
In der Saison am 8. Oktober 2008 bot OGC Nizza ihn wieder im Kader auf. Am 27. August 2009 beendete er seinen Vertrag mit Nizza. Er unterschrieb einen Vertrag bei US Boulogne um dessen Ligaerhalt zu sichern am 6. Oktober 2009. Er verbrachte danach 6 Monate ohne Verein. Am 18. Januar 2011 unterschrieb er einen Vertrag von  FC Lausanne-Sport bis zum Ende der Saison. Der Vertrag wurde schließlich verlängert, weil sie die Challenge League gewonnen hatten und somit in die Super League aufstiegen.

### Nationalmannschaft
Moussilou spielt für sein Heimatland Kongo. Im Jahr 2006 wurde er erstmals in die Nationalmannschaft berufen. Sein erstes Tor schoss am 12. August 2009 beim 1:1 gegen Marokko.

## Erfolge
- 2004 Sieger des UEFA Intertoto Cups mit dem OSC Lille
- 2005 Vize-Meister mit dem OSC Lille
- 2011 Sieger der Challenge League mit dem FC Lausanne-Sport
- Spieler des Monats der Ligue 1: April 2005